# 11104 Airion
11104 Airion (1995 TQ) là một tiểu hành tinh vành đai chính được phát hiện ngày 6 tháng 10 năm 1995 bởi AMOS team ở Air Force observatory ngày Haleakala, Maui.